# The MonaLisa Twins
Pour les articles homonymes, voir Mona Lisa.
Les MonaLisa Twins est un groupe pop rock, dirigé par les sœurs jumelles et auteures-compositrices-interprètes Mona (guitare rythmique, percussions, harmonica, flûte) et Lisa Wagner (guitare solo, ukulélé, violoncelle). Elles sont originaires d'Autriche (nées à Vienne, le 16 juin 1994) et sont actuellement basées dans la région de Liverpool, au Royaume-Uni. Connues pour leurs reprises de chansons des Beatles et d'autres groupes des années 1960, dont beaucoup ont été publiées sur une série d'albums, elles ont également publié deux albums de chansons originales, inspirées de la musique des années 1960. 
Elles ont tourné avec Steve Harley & Cockney Rebel, se sont produites au Festival de Glastonbury, ont collaboré avec le musicien américain John Sebastian et ont eu une résidence de deux ans au Cavern Club.  
Le producteur du groupe, Rudolf Wagner, est le père des jumelles, et il joue également de la basse et du piano, et coécrit et arrange leur musique. Toute leur musique est enregistrée dans le propre studio de musique de la famille Wagner. L'épouse de Rudolf et la belle-mère des jumelles, Michaela Wagner, est la gérante et l'assistante du groupe. La famille vivait dans un petit village de la municipalité de Groß-Enzersdorf près de Vienne, en Autriche, jusqu'en 2014, lorsqu'elle a déménagé dans une banlieue de Liverpool. 
En concert, le groupe a généralement une formation de 4 musiciens, avec Mona et Lisa Wagner jouant principalement de la guitare (et de l'harmonica et du ukulélé, respectivement), tout en étant soutenues par différents bassistes et batteurs. En 2012 et 2013 (alors qu'elles étaient toujours basées en Autriche), il s'agissait généralement de Michael Mozeth (basse) et Philipp Wolf (batterie). Depuis 2014 (y compris la résidence de deux ans au Cavern Club ), elles ont été soutenues par plusieurs musiciens britanniques locaux.

## Discographie
Albums studio
- When We're Together (2012) - Aussi en DVD
- Play Beatles & more (2014)
- ORANGE (2017) - Avec John Sebastian à l'harmonica sur 2 chansons.
- Play Beatles & more Vol. 2 (2018)
- Play Beatles & more Vol. 3 (2018)
- Christmas (2019)
- The Duo Sessions (2020)
- Why? (2022)

Albums live
- Live in Concert (2007) - Album double CD
- Live at The Cavern Club (Double CD) (2020)

EP
- California Dreaming (EP) (2008)